# Walter Hoff (Pfarrer)
Walter Hoff (* 18. März 1890 in Eulenberg, Provinz Posen; † 7. Oktober 1977 in Hamburg) war ein Pfarrer in Berlin und Angehöriger der Deutschen Christen, der SA und der NSDAP.

## Leben

### Herkunft, Studium, Familie und Berufseinstieg
Hoff wurde als Sohn eines Försters in Posen geboren. Nach seinem Abitur in Görlitz studierte in Halle, Königsberg und Berlin Theologie und Geschichte. Er diente im Ersten Weltkrieg als Freiwilliger unter anderem in Frankreich und Russland. 1916 wurde er zum Leutnant der Reserve ernannt. 1917 heiratete er Frida, ebenfalls mit dem Nachnamen Hoff geboren. Mit ihr hatte er in den folgenden Jahren sechs Kinder. Von 1922 an bis 1930 war Hoff für die Evangelisch-Lutherische Landeskirche Schleswig-Holstein Pastor im II. Pfarrbezirk der schleswig-holsteinischen Gemeinde Rellingen bei Hamburg.

### Erste Schritte als Nationalsozialist
Am 1. April 1930 trat er sein Pfarrersamt in der Charlottenburger Luisengemeinde in der altpreußischen Landeskirche an. Die Witwe des Pastors, der vor ihm die Pfarrstelle innehatte, vertrieb er aus dem Pfarrhaus mit dem Hinweis, er werde im Zweifel vor dem „Odium der Gewaltanwendung“ nicht zurückschrecken. Bereits 1929 drückte Hoff in seinen Charlottenburger Probepredigten seine Nähe zum Nationalsozialismus aus. Nach seinem Amtsantritt zelebrierte er mehrere Gottesdienste für die SA und erwarb sich die Anerkennung von Joseph Goebbels, dem Berliner Gauleiter. Zum 1. September 1932 trat Hoff in die NSDAP ein (Mitgliedsnummer 1.313.600). Der Pfarrer nahm an Straßenkämpfen zwischen Nationalsozialisten und Kommunisten teil. Zeitweise konnte sich der „Standartengeistliche“ nur in Begleitung einer Leibgarde in der Öffentlichkeit bewegen. Im November 1933 erfolgte Hoffs Aufnahme in die SA.

### NS-Karriere bis zum Beginn des Zweiten Weltkriegs
Nach der Machtübergabe an die Nationalsozialisten engagierte sich Hoff als Deutscher Christ. Er gründete den Studentenkampfbund Deutsche Christen, der sich an den Universitäten jedoch nicht durchsetzen konnte, weil der Nationalsozialistische Deutsche Studentenbund seinen Mitgliedern eine Doppelmitgliedschaft untersagte. In der „Reichskirchenregierung“ von Ludwig Müller kümmerte er sich um die Sachgebiete Volksmission und theologische Ausbildung. Mit Hilfe des Adjutanten von Hermann Göring gelangte er in ein hohes Kirchenamt. August Jäger ernannte ihn zum Konsistorialrat der Mark Brandenburg. Missliebigen Kollegen und Untergebenen drohte Hoff anschließend mit Verfolgung.
Nachdem Ludwig Müllers Kirchenregiment im Oktober 1934 faktisch gescheitert war, musste Hoff seine Stelle im Konsistorium räumen. Er gelangte ab dem 1. Oktober 1936 an die traditionsreiche, aber kirchenpolitisch wenig bedeutsame Stelle „Probst von Kölln“ an St. Petri. Hoff nahm im Wintersemester an der Friedrich-Wilhelms-Universität zu Berlin sein Geschichtsstudium wieder auf und promovierte mit einer Arbeit über die „Glashütten der Neumark“. Die Arbeit wurde von seinen Prüfern mit „genügend“ bewertet, inhaltlich offenbarte sie abschnittsweise deutlich antislawische Ressentiments des Autors.

### Weltkrieg und Holocaust
1940 begann Hoffs Militärdienst als Ordonnanzoffizier in der Wehrmacht. Im Rang eines Hauptmanns übernahm er 1941/42 die Leitung einer Feldkommandantur der Sicherungs-Division 221, die seit Herbst 1941 im rückwärtigen Heeresgebiet mit dem „Kampf gegen Partisanen“ befasst war. Im Rahmen von Heimaturlauben brüstete sich Hoff mit der Tötung von Partisanen und Spionen. Für seine Aktivitäten erhielt er am 21. September 1941 das Kriegsverdienstkreuz. Seinen ausgeprägten Antisemitismus lebte er im Osten ebenfalls aus: In einem Brief an Oberkonsistorialrat Horst Fichtner vom 29. September 1943 rühmte er sich, „dass ich in Sowjetrussland eine erhebliche Anzahl von Juden, nämlich viele Hunderte, habe liquidieren helfen.“

### Nachkriegszeit

#### Disziplinarverfahren
Hoff geriet nach Kriegsende in britische Kriegsgefangenschaft. Das Evangelische Konsistorium von Berlin-Brandenburg zu Berlin versuchte bereits in dieser Zeit, aufgrund von Hoffs Nähe zum Nationalsozialismus und seiner exponierten Stellung bei den Deutschen Christen ein Disziplinarverfahren gegen ihn einzuleiten mit dem Ziel, ihn seines Amtes zu entheben. Hoff selbst scheute zunächst, seine Pfarrstelle wieder anzutreten, diese lag im sowjetischen Sektor Berlins. Stattdessen bewarb er sich bei der Evangelisch-Lutherischen Kirche im Hamburgischen Staate, allerdings erfolglos. Die Berliner Kirchenvertreter hofften, eine Wiederanstellung Hoffs auch ohne Disziplinarverfahren und Amtsenthebung vermeiden zu können, und baten die Hamburger Kollegen, Hoff zur Aufgabe seines Pfarramts zu überreden. Hoff bestand allerdings auf Wiedereinstellung beziehungsweise auf seinen Rentenansprüchen.
In dieser Situation legte Horst Fichtner innerkirchlich offen, was Hoff ihm am 29. September 1943 zu seiner Beteiligung am Judenmord schriftlich mitgeteilt hatte. Die mit dem kirchlichen Disziplinarverfahren Beauftragten begannen die Befragung ehemaliger Mitarbeiter Hoffs, diese unterstrichen dessen deutsch-christliche Positionen. Das Disziplinarverfahren gegen Hoff begann schließlich am 19. Februar 1948. Ihm wurde vorgeworfen, kirchliche und nicht-kirchliche Amtsträger kirchenpolitisch und politisch angegriffen und verfolgt zu haben. Außerdem sei er gegen „sonstige Personen in nicht entschuldbarer Weise vorgegangen“.
Das Urteil erging am 15. November 1949. Die Selbstbezichtigung Hoffs, am Judenmord teilgenommen zu haben, spielte dabei kaum eine Rolle. Das Urteil stellte vielmehr auf innerkirchliche Verfehlungen Hoffs ab. Die Disziplinarkammer akzeptierte Hoffs Behauptung, er habe seine Beteiligung an den Ermordungen von Juden nur erfunden, um Misstrauen der NSDAP entgegentreten zu können. Politische Überwachungsstellen des NS-Staates habe er vormachen wollen, weiterhin loyal zu sein. Die Aussagen im Schreiben an Fichtner waren in den Augen der Disziplinarkammer „eine politische Zwecklüge“. Demnach war Hoff kein Kriegsverbrecher, der an die Justiz auszuliefern gewesen wäre, sondern ein Pfarrer, der sich im Bereich der Gesinnung und verbal falsch verhalten habe. Diese Sachverhalte seien jedoch so schwerwiegend, dass Hoff eine „dauernde Amtsunwürdigkeit“ attestiert wurde mit der Folge der Entlassung aus dem Dienst und der Aberkennung aller Rechte des geistlichen Standes.
Gnadenhalber und widerruflich gewährte die Kirche Hoff zunächst für drei Jahre ein Viertel seines gesetzlichen Ruhegehalts. Diese Zahlungen wurden immer wieder verlängert. Hoff legte dennoch Berufung ein, die vom westlichen Senat des Disziplinarhofs der Evangelischen Kirche in Deutschland (EKD) am 9. Juni 1952 abgewiesen wurde. Im Zuge dieses Revisionsbegehrens behauptete Hoff, er sei bereits 1942 mit der nationalsozialistischen Judenpolitik in Konflikt geraten. Dem hielt die Revisionsinstanz entgegen, dass er zum zehnjährigen Jubiläum der Machtergreifung an die Berliner Bevölkerung öffentlich appelliert habe, Gott für die Beseitigung des Judentums aus Deutschland zu danken. Die Selbstbezichtigung Hoffs im Brief an Fechtner wertete die Revisionsinstanz als schwere moralische Verfehlung, habe er sich damit doch auf die Seite von Mördern gestellt. Die mögliche Mittäterschaft beim Judenmord veranlasste hingegen auch die Revisionsinstanz nicht, Strafverfolgungsbehörden einzuschalten.
Am 28. Februar 1953 unternahm Hoff einen weiteren Versuch, seine Bestrafung rückgängig zu machen. Gegenüber dem Berliner Konsistorium brachte er seinen guten Leumund bei früheren Wehrmachtskameraden in Anschlag, zudem sei er von „satanischen Mächten“ besessen gewesen. Er bat um Verzeihung für einen „reuigen Sünder“ und betonte seine Buße durch „Unglück und Herzeleid“. Die angeschriebene Instanz griff diese Initiative Hoffs auf und beantragte die Zustimmung des zuständigen Rats der EKD. Der Rat lehnte ab, er sah keinen durchgreifenden Gesinnungswandel. Hoff bemühte sich weiter um die Wiedereinsetzung in seine alten Rechte. Am 28. Februar 1958 hatte er damit schließlich Erfolg: Nach einer Änderung der Disziplinarordnung war nicht mehr der Rat der EKD zuständig, sondern das Berliner Konsistorium. Es setzte ihn wieder in die Rechte des geistlichen Standes ein. Von da an bezog er 75 Prozent seines regulären Gehalts. Die Hannoversche Landeskirche beauftragte ihn Ende 1957 mit Seelsorge-Aufgaben im Krankenhaus Ginsterhof in Tötensen. Diese Tätigkeit übte er bis Ende Mai 1962 aus. Ab April 1960 bezog er auf Beschluss des Berliner Konsistoriums eine Rente.

#### Ermittlungen wegen des Verdachts der Beteiligung am Holocaust
Die Zentrale Stelle der Landesjustizverwaltungen zur Aufklärung nationalsozialistischer Verbrechen in Ludwigsburg wurde Ende der 1960er Jahre auf Hoff aufmerksam. Sie untersuchte, ob er 1941/42 an Massenerschießungen des Einsatzkommandos 8 in der Nähe von Klimowitschi (Belarus) als Leitungsangehöriger der Feldkommandantur 549 beteiligt war. Eine Einsatzmeldung aus dem Reichssicherheitshauptamt belegte die Zusammenarbeit des Einsatzkommandos 8 und der Sicherungs-Division 221, unter anderem in Fragen der „Partisanenbekämpfung“. Ferner lagen der Ludwigsburger Zentralstelle Zeugenaussagen aus der Sowjetunion vor, die Hoff belasteten. Die Ermittler schätzten die Erfolgsaussichten eines Verfahrens gegen Hoff allerdings skeptisch ein: 1961 und 1963 wurde Otto Bradfisch als Führer des Einsatzkommandos 8 wegen des Mordes an 15.000 Juden verurteilt, die Einzelheiten der Vorgänge im Raum Klimowitschi ließen sich dabei jedoch nicht klären. Die Selbstbezichtigung Hoffs in seinem Brief an Fichtner war in Ludwigsburg nicht bekannt. 1975 übergaben die Ludwigsburger den Fall Hoff an die Staatsanwaltschaft München, die die Ermittlungen 1979 einstellten, nachdem Hoff bereits 1977 verstorben war.